# جوديث ياسمين
جوديث ياسمين هي صحفية كندية، ولدت في 10 يوليو 1916 في تيربون في كندا، وتوفيت في 20 أكتوبر 1972 في مونتريال في كندا بسبب سرطان.